# Il treno per Helsinki
Il treno per Helsinki è un romanzo dell'autrice italiana Dacia Maraini del 1984.

## Trama
Un giorno l'autrice teatrale Armida Bianchi sente alla radio la voce del suo antico amante Miele e la memoria le torna agli eventi di diciotto anni prima, quando l'aveva conosciuto. In quel periodo era la giovane moglie di un uomo di nome Paolo, con cui viveva abbastanza felicemente, badando anche a Lamberto, il fratello ritardato del marito, e frequentava un gruppo di amici (Dida, Nico, Cesare e Ada) accomunati dalla militanza politica a sinistra e dalla vita sentimentale piuttosto complicata. In questo gruppo s'inserì Miele, all'epoca studente universitario, presentato agli altri da Paolo, e per il quale Armida dimostrò da subito una forte simpatia.
Una notte, tutti i membri della combriccola furono ospiti del loro amico Filippo, che dimorava in un castelletto simil-medievale sul lago di Bolsena. In tale occasione Miele dichiarò per la prima volta il suo amore ad Armida, che però si riservò un po' di tempo per pensarci su. Poco dopo Armida si rese conto di essere incinta; la gravidanza fu funestata da continue emorragie e il feto nacque morto. Per ristabilirsi passò diverso tempo col marito e il cognato nella villa della suocera Elisabetta, presso Milano. Armida pensò che non avrebbe riprovato ad avere un figlio, andando contro il desiderio del marito e della suocera, e al ritorno a Roma comunicò a Paolo la sua intenzione di separarsi da lui, continuando a vedere Miele. Il marito si divise tra il risentimento per essere stato scaricato e desiderio di riavere indietro la moglie; Armida riprese l'attività drammaturgica, scontrandosi però con le difficoltà nate nell'ambiente teatrale in seguito alla formazione di compagnie autogestite in modo cooperativo nel quale l'autore era messo sullo stesso piano degli attori.
Miele, sempre più impegnato politicamente, si recò per qualche tempo a Barcellona per incontrare degli antifranchisti; Armida scoprì che il suo amante aveva conosciuto là una donna di nome Amparo e da allora ne divenne gelosa. Miele propose allora che, per festeggiare il matrimonio dei loro amici Nico e Ada, andassero anche loro con Cesare e Dida a Helsinki in occasione di un festival internazionale della gioventù. La compagnia partì allora in treno dalla Stazione Termini; attraversando le varie frontiere dei paesi del blocco comunista Armida notò il diverso comportamento dei drappelli di benvenuto: più aperti e amichevoli i cecoslovacchi e i polacchi, più riservati e guardinghi i sovietici.
A Helsinki uomini e donne vennero alloggiati separatamente in grandi camerate di collegi chiusi per le vacanze. Armida fece la conoscenza di Asia, una giovane italiana che prima volle conquistare la sua fiducia poi la derubò di un braccialetto d'oro; vistasi scoperta, Asia non restituì la refurtiva ma propose alla legittima proprietaria di dividere il ricavato della vendita, e intanto la fece bere una quantità smodata di vodka, col risultato che Armida tenne ubriaca un discorso dal palco del festival e fu costretta a rinunciare all'allocuzione finale.
In una gita con gli amici sul lago di Saimaa, Miele ribadì ad Armida che provava sentimenti solo per lei, ma che tuttavia sentiva il bisogno di amoreggiare con altre donne. Sul momento Armida si sentì di perdonarlo, ma dopo il ritorno in Italia decise di troncare la loro relazione quando Miele le disse che intendeva fare un matrimonio di facciata con un'altra donna, una profuga guatemalteca, per evitare che venisse rispedita al suo paese, tanto più che Miele a causa della sua sessualità disinibita aveva attaccato ad Armida una malattia venerea come lo scolo.
Dopo diciotto anni, Armida fa il bilancio della vita sua e dei suoi amici: Paolo vive in Canada con la sua seconda moglie e tre figli, Miele ha divorziato e vive con una donna di vent'anni più giovane, avendo avuto successo come politico e scrittore, Nico è morto dopo essersi dato al terrorismo, Ada fa la scenografa e ha un amore lesbico, Dida, già sposata con Cesare, vive con il figlio avuto non si sa da chi e Cesare si è risposato con un'insegnante napoletana.

## Edizioni
- Dacia Maraini, Il treno per Helsinki, Nuovi Coralli 360, Torino, Einaudi, 1984, ISBN 88-0657216-4.
- Dacia Maraini, Il treno per Helsinki, Bergamo, Euroclub, 1985.
- Dacia Maraini, Il treno per Helsinki, BUR La scala, Milano, Rizzoli, 2000, ISBN 88-17-20273-8.